# Marthana bakeri
Marthana bakeri is een hooiwagen uit de familie Sclerosomatidae.